# 黒田菜月
黒田 菜月（くろだ なつき、1991年4月3日 - ）は日本のフリーアナウンサー、気象予報士。セント・フォース所属。

## 来歴
神奈川県横浜市出身。法政大学女子高等学校を経て、法政大学法学部国際政治学科を卒業後、2014年4月から2015年3月までNHK仙台放送局の契約キャスターを務めていた。
契約の終了後、2015年4月に静岡放送に入社した。SBSでの同期は同年に新卒入社した髙木萌香（現：高木マーガレット）で、髙木が2018年9月に静岡放送を退社するまで『なつき&もえかのRanking Paradise』で共演していた。
2020年10月末を以て静岡放送を退職し、東京を拠点にフリーアナウンサーとして活動する意向をこのほど明らかにした。これに伴い、黒田が担当していた『みなスポ』は9月12日の放送を最後に降板し、後輩アナウンサーの山﨑加奈にバトンタッチする。
2020年11月からはTBSスパークルに所属し、同年12月1日より金井憧れの後任として『TBS NEWS』のキャスターを2023年3月まで務めた。
2023年4月からセント・フォースとマネジメント契約を締結。同月よりNHK総合『首都圏ネットワーク』内の気象コーナーを担当している。

## 人物
大学時代には東京大神宮の巫女（助勤）を4年間務めていた。
趣味は神社巡りと御朱印集めで、2015年12月までに延べ50か所以上の神社を参拝した。SBS公式サイトのプロフィールページでは、クラシックバレエ、ゴルフ、スムージー作りも趣味に挙げている。
静岡放送の退社を機に気象予報士試験を受験することを決意。フリーアナウンサーの活動と並行しながら猛勉強した結果、2021年10月に一発で合格したことを発表した。

## 出演

### 現在の担当番組
- 首都圏ネットワーク（NHK総合、2023年4月3日 - ） - 天気中継リポーター[1][10]
- 午後LIVE　ニュースーン (NHK総合、2024年4月1日 - ) 　-お天気キャスター

### 過去の担当番組

#### NHK仙台
- てれまさむね - スポーツ担当（2014年4月 - 2015年3月）[4]

#### SBSテレビ
- みなスポ - アシスタント（2015年10月 - 2020年9月12日）[11]
- イブアイしずおか - ボート大使（2017年7月 - 2017年9月）[12]、火曜イブアイファミリー（2017年10月 - ）[13]
- SBSビッグナイター - ベンチリポート（2017年8月 - ）[12]
- 空飛ぶかつおぶし〜海外のシェフに渡したら、こんな料理になりました〜（2018年9月2日） - 複数役の声担当[14]
- 静岡新聞ニュース

#### SBSラジオ
- You Gotta News - パーソナリティ（2015年6月 - 2016年3月）[15][16]
- なつき＆もえかのRanking Paradise - パーソナリティ（2015年10月 - 2018年9月30日）[17][18]
- 黒田菜月のアナらじ - パーソナリティ（2015年10月 - 2019年9月6日）
- GOGOワイド Wテツのらぶらじ - 月曜・火曜パーソナリティ（2016年3月 - 2017年3月28日）[19]
- 聴くディラン - 金曜パーソナリティ（2017年4月 - 2019年9月27日）[20]
- 静岡新聞ニュース

#### CS放送
- TBS NEWS (CS放送) （2020年10月 - 2023年3月）